# Paul Westphal
Pour les articles homonymes, voir Westphal.
Paul Westphal (né le 30 novembre 1950 à Torrance, Californie et mort le 2 janvier 2021 à Scottsdale, Arizona) est un joueur puis entraîneur américain de basket-ball.
Westphal a connu une solide carrière NBA, tant comme joueur que comme entraîneur. De 2001 à 2006, Westphal fut l'entraîneur de l'équipe de l'université Pepperdine. Il travailla ensuite comme consultant à Fox Sports Net West/Prime Ticket pour les matchs des Clippers de Los Angeles et des Lakers de Los Angeles. En 2007, Westphal devint commentateur pour les matchs de USC basketball avec Jim Watson sur FSN Prime Ticket. Westphal fut aussi consultant avec Don Maclean en 2007 pour les matchs du tournoi final de la conférence NCAA Pacific 10 diffusés sur FSN.

## Biographie

### Carrière de joueur
Westphal est sélectionné lors de la draft 1972 par les Celtics de Boston à sa sortie de l'USC. Après trois saisons, dont un titre de champion acquis en 1974, il est transféré aux Suns de Phoenix, avec qui il participe aux Finales NBA 1976. Lors du 5e match de cette série, qualifié par beaucoup comme la meilleure rencontre jamais disputée en basket-ball, Westphal effectue une action critiquable: alors qu'il restait une seconde à jouer et que les Suns étaient menés 111 à 110, mais en possession du ballon et piégés par la défense des Celtics, Westphal demanda un temps-mort. Il savait que les Suns ne disposaient plus de temps-mort, donc une faute technique est sifflé contre lui. Les Celtics tirèrent des lancers-francs, prenant un avantage de deux points, mais le temps-mort permit à Phoenix de remettre en jeu au milieu du terrain, au lieu de reprendre dans leur propre camp (à cause de cette action, la NBA changea la règle lors de la saison suivante). Garfield Heard réussit ensuite un tir pour les Suns qui permit de disputer une triple prolongation. Les Suns finissent par perdre le match et la série.
Il termine à la 6e place des meilleurs marqueurs de la NBA lors de la saison 1977-1978 avec 25,2 points par match. La saison suivante, il termine au 7e rang avec 24.0 points de moyenne par match.
À l'issue de la saison 1979-1980, il est de nouveau transféré, aux SuperSonics de Seattle, où il joue une saison avant de partir aux Knicks de New York. En 1983, il retourne à Phoenix pour une dernière saison. Blessé, il joue seulement 59 des 82 matchs de son ultime saison.
Il inscrit au total 12 809 points pour une moyenne de 15,1 points par match, ainsi que 3 591 passes décisives pour une moyenne de 4,4 passes décisives par match et 1 580 rebonds pour une moyenne de 1,9 rebond par match. Il est à 5 reprises All-Star et sélectionné à 3 reprises en All-NBA First Team et une fois en All-NBA second team. Il est le 5e meilleur marqueur de l'histoire de Phoenix (9 564).

### Carrière d'entraîneur
En 1992, il devient entraîneur des Suns de Phoenix. Auparavant, il est entraîneur assistant chez les Suns sous les ordres de Cotton Fitzsimmons. Avec des joueurs tels que Kevin Johnson, Dan Majerle, Richard Dumas et les nouvelles recrues Charles Barkley et Danny Ainge, les Suns atteignent les Finales NBA lors de la première saison de Westphal en tant qu'entraîneur, mais s'inclinent face aux Bulls de Chicago lors du sixième match 98 à 99. Ironiquement, le 3e match se finit en triple prolongation.
Tandis que les Suns participent aux playoffs lors de chacune des saisons de l'ère Westphal en tant qu'entraîneur, les Suns ne retournent jamais en Finales NBA et Westphal est remplacé lors de la saison 1995-1996. Il devient entraîneur-adjoint pour une équipe de lycée en Arizona durant deux ans avant qu'il ne revienne en NBA en tant qu'entraîneur des SuperSonics pour la saison 1998-1999. Il entraîne Seattle jusqu'à son licenciement lors de la saison 2000-2001. Il retourne dans les rangs universitaires à l'automne 2001 à Pepperdine. À Pepperdine, Westphal mène l'équipe au tournoi final NCAA lors de sa première saison, mais après un bilan de 7 victoires - 20 défaites en 2005-2006, Westphal est écarté de son poste d'entraîneur de Pepperdine le 15 mars 2006.
Le 28 juin 2007, les Mavericks de Dallas annoncent le recrutement de Westphal en tant que nouvel entraîneur-adjoint d'Avery Johnson.
Il rejoint les Kings de Sacramento en 2009 et est évincé le 5 janvier 2012 avec un bilan peu flatteur de 51 victoires pour 120 défaites.

### Décès
Atteint d'une tumeur au cerveau depuis 2019, il meurt le 2 janvier 2021 à l'âge de 70 ans.

## Statistiques
gras = ses meilleures performances

### Universitaires
Statistiques en université de Paul Westphal
| Saison    | Équipe   | Matchs | Titul. | Min./m | % Tir | % 3pts | % LF | Rbds/m. | Pass/m. | Int/m. | Ctr/m. | Pts/m. |
| --------- | -------- | ------ | ------ | ------ | ----- | ------ | ---- | ------- | ------- | ------ | ------ | ------ |
| 1969-1970 | USC      | 26     | —      | —      | 53,1  | —      | 76,4 | 2,6     | 1,7     | —      | —      | 14,5   |
| 1970-1971 | USC      | 26     | —      | —      | 47,9  | —      | 72,7 | 3,2     | 3,2     | —      | —      | 16,3   |
| 1971-1972 | USC      | 14     | —      | —      | 48,4  | —      | 75,8 | 5,3     | 5,1     | —      | —      | 20,3   |
| Carrière  | Carrière | 66     | —      | —      | 49,8  | —      | 74,6 | 3,4     | 3,0     | —      | —      | 16,4   |

### Professionnelles

#### Saison régulière
Légende :
| Champion NBA | Meilleur joueur de cette catégorie statistique de la saison |

gras = ses meilleures performances
Statistiques en saison régulière de Paul Westphal
| Saison        | Équipe        | Matchs | Titul. | Min./m | % Tir | % 3pts | % LF | Rbds/m. | Pass/m. | Int/m. | Ctr/m. | Pts/m. |
| ------------- | ------------- | ------ | ------ | ------ | ----- | ------ | ---- | ------- | ------- | ------ | ------ | ------ |
| 1972-1973     | Boston        | 60     | —      | 8,0    | 42,0  | —      | 77,9 | 1,1     | 1,2     | —      | —      | 4,1    |
| 1973-1974     | Boston        | 82     | —      | 14,2   | 50,1  | —      | 73,2 | 1,7     | 2,1     | 0,5    | 0,4    | 7,2    |
| 1974-1975     | Boston        | 82     | —      | 19,3   | 51,0  | —      | 76,3 | 2,0     | 2,9     | 1,0    | 0,4    | 9,8    |
| 1975-1976     | Phoenix       | 82     | 79     | 36,1   | 49,4  | —      | 83,0 | 3,2     | 5,4     | 2,6    | 0,5    | 20,5   |
| 1976-1977     | Phoenix       | 81     | 79     | 32,1   | 51,8  | —      | 82,5 | 2,3     | 5,7     | 1,7    | 0,3    | 21,3   |
| 1977-1978     | Phoenix       | 80     | 80     | 31,0   | 51,6  | —      | 81,3 | 2,1     | 5,5     | 1,7    | 0,4    | 25,2   |
| 1978-1979     | Phoenix       | 81     | 81     | 32,6   | 53,5  | —      | 83,7 | 2,0     | 6,5     | 1,4    | 0,3    | 24,0   |
| 1979-1980     | Phoenix       | 82     | 82     | 32,5   | 52,5  | 28,0   | 86,2 | 2,3     | 5,1     | 1,5    | 0,4    | 21,9   |
| 1980-1981     | Seattle       | 36     | 28     | 29,9   | 44,2  | 24,0   | 83,2 | 1,9     | 4,1     | 1,3    | 0,4    | 16,7   |
| 1981-1982     | New York      | 18     | 12     | 25,1   | 44,3  | 25,0   | 76,6 | 1,2     | 5,6     | 1,1    | 0,4    | 11,7   |
| 1982-1983     | New York      | 80     | 59     | 24,7   | 45,9  | 29,2   | 80,4 | 1,4     | 5,5     | 1,1    | 0,2    | 10,0   |
| 1983-1984     | Phoenix       | 59     | 2      | 14,7   | 46,0  | 26,9   | 82,4 | 0,7     | 2,5     | 0,7    | 0,1    | 7,0    |
| Carrière      | Carrière      | 823    | 502    | 25,5   | 50,4  | 27,5   | 82,0 | 1,9     | 4,4     | 1,3    | 0,3    | 15,6   |
| All-Star Game | All-Star Game | 5      | 4      | 25,6   | 63,2  | 0,0    | 68,8 | 1,4     | 4,8     | 1,2    | 1,0    | 19,4   |

#### Playoffs
Légende :
| Champion NBA | Meilleur joueur de cette catégorie statistique de la saison |

Statistiques en playoffs de Paul Westphal
| Saison   | Équipe   | Matchs | Titul. | Min./m | % Tir | % 3pts | % LF | Rbds/m. | Pass/m. | Int/m. | Ctr/m. | Pts/m. |
| -------- | -------- | ------ | ------ | ------ | ----- | ------ | ---- | ------- | ------- | ------ | ------ | ------ |
| 1973     | Boston   | 11     | —      | 9,9    | 48,7  | —      | 71,4 | 0,6     | 0,8     | —      | —      | 3,9    |
| 1974     | Boston   | 18     | 0      | 13,4   | 46,0  | —      | 73,3 | 1,2     | 1,7     | 0,4    | 0,1    | 5,7    |
| 1975     | Boston   | 11     | 0      | 16,6   | 46,9  | —      | 66,7 | 1,2     | 2,9     | 0,5    | 0,2    | 8,0    |
| 1976     | Phoenix  | 19     | 19     | 36,1   | 51,1  | —      | 76,3 | 2,5     | 5,1     | 1,8    | 0,5    | 21,1   |
| 1978     | Phoenix  | 2      | 2      | 33,0   | 46,8  | —      | 88,9 | 3,0     | 9,5     | 0,5    | 0,0    | 26,0   |
| 1979     | Phoenix  | 15     | 15     | 35,6   | 49,5  | —      | 78,8 | 2,2     | 4,3     | 1,0    | 0,3    | 22,4   |
| 1980     | Phoenix  | 8      | 8      | 31,6   | 48,6  | 8,3    | 87,5 | 1,3     | 3,9     | 1,4    | 0,4    | 20,9   |
| 1983     | New York | 6      | 6      | 26,0   | 44,0  | 37,5   | 76,9 | 1,3     | 5,7     | 0,3    | 0,3    | 9,5    |
| 1984     | Phoenix  | 17     | 2      | 13,1   | 37,5  | 22,2   | 87,5 | 0,5     | 2,2     | 0,7    | 0,0    | 5,3    |
| Carrière | Carrière | 107    | 52     | 22,9   | 48,1  | 20,7   | 78,9 | 1,4     | 3,3     | 0,9    | 0,2    | 12,5   |